# Nati nel 1949/Settembre
| Questa pagina contiene informazioni ricavate automaticamente dalle voci biografiche con l'ausilio del template Bio e di un bot. L'aggiornamento è periodico e automatico e ricostruisce completamente la pagina. Se manca una persona in questa lista, sei pregato di non aggiungerla, ma accertati piuttosto che la sua voce biografica contenga il template Bio e che i dati anagrafici siano correttamente compilati. Se il template Bio manca, inseriscilo tu stesso o, in alternativa, metti l'avviso {{tmp\|Bio}} che ne segnala la mancanza. Se i dati riportati sono sbagliati, correggi direttamente la voce biografica; le modifiche saranno visibili in questa lista entro pochi giorni. Per chiarimenti vedi il progetto biografie. La lista contiene solo le 236 persone che sono citate nell'enciclopedia e per le quali è stato implementato correttamente il template Bio. Pagina aggiornata al 10 ago 2025. |

- 1º settembre - Vítor Epanor da Costa Filho, ex calciatore brasiliano
- 1º settembre - Leslie Feinberg, politica, saggista e attivista statunitense († 2014)
- 1º settembre - Luminița Gheorghiu, attrice rumena († 2021)
- 1º settembre - Alasdair McDonnell, politico britannico
- 1º settembre - Hew Strachan, storico e militare scozzese
- 1º settembre - Vlado Čech, batterista ceco († 1986)
- 2 settembre - Jürgen Colombo, ex pistard tedesco
- 2 settembre - Hans-Hermann Hoppe, economista tedesco
- 2 settembre - Rüdiger Kunze, ex canottiere tedesco
- 2 settembre - Frank Ripploh, regista, attore e sceneggiatore tedesco († 2002)
- 2 settembre - Silver Sirotti, funzionario italiano († 1974)
- 3 settembre - Washington Alves, ex calciatore brasiliano
- 3 settembre - Gilles Béhat, regista, sceneggiatore e attore francese
- 3 settembre - José Cerveró, calciatore e allenatore di calcio spagnolo († 2024)
- 3 settembre - Phil Edwards, ciclista su strada britannico († 2017)
- 3 settembre - Kim Soo-mi, attrice sudcoreana († 2024)
- 3 settembre - Norbert Krapf, ex ciclista su strada svizzero
- 3 settembre - T. Michael Moseley, generale statunitense
- 3 settembre - José Pekerman, allenatore di calcio e ex calciatore argentino
- 3 settembre - Pietro VII di Alessandria, arcivescovo ortodosso greco († 2004)
- 4 settembre - Daniel Leclercq, allenatore di calcio e calciatore francese († 2019)
- 4 settembre - Dado Topić, cantante croato
- 4 settembre - Willie Vassallo, calciatore maltese († 2025)
- 4 settembre - Tom Watson, golfista statunitense
- 4 settembre - David Allen Zubik, vescovo cattolico statunitense
- 5 settembre - Sami Aldeeb, avvocato palestinese
- 5 settembre - Clem Clempson, chitarrista britannico
- 5 settembre - Francesco Gesualdi, attivista e saggista italiano
- 5 settembre - Pat McQuaid, dirigente sportivo e ex ciclista su strada irlandese
- 5 settembre - Insa Neumann, ex cestista tedesca
- 5 settembre - Giorgio Pezzin, fumettista italiano
- 5 settembre - Wolfgang Schuster, politico tedesco
- 5 settembre - András Tóth, ex calciatore ungherese
- 6 settembre - Efua Dorkenoo, attivista ghanese († 2014)
- 6 settembre - Hiroshi Kashiwabara, sceneggiatore giapponese
- 6 settembre - Iris Robinson, ex politica nordirlandese
- 6 settembre - Rakesh Roshan, attore, produttore cinematografico e regista indiano
- 6 settembre - Ole Skouboe, allenatore di calcio e ex calciatore danese
- 6 settembre - Tommy Lee Wallace, regista, sceneggiatore e scenografo statunitense
- 6 settembre - Mike Zeck, fumettista statunitense
- 7 settembre - Charlie Davis, ex cestista statunitense
- 7 settembre - Andrés Duany, architetto e urbanista statunitense
- 7 settembre - Larry Kehres, allenatore di football americano statunitense
- 7 settembre - Carlos Lehder, criminale colombiano
- 7 settembre - Damir Šolman, cestista jugoslavo († 2023)
- 9 settembre - John Curry, pattinatore artistico su ghiaccio britannico († 1994)
- 9 settembre - Ádám Fischer, direttore d'orchestra e compositore ungherese
- 9 settembre - Alain Mosconi, ex nuotatore francese
- 9 settembre - Kristen Nygaard Kristensen, allenatore di calcio e ex calciatore danese
- 9 settembre - Daniel Pipes, giornalista, scrittore e politologo statunitense
- 9 settembre - Franca Porciani, giornalista, scrittrice e blogger italiana
- 9 settembre - John Reid, manager britannico
- 9 settembre - Sara, cantante italiana
- 9 settembre - Joe Theismann, ex giocatore di football americano statunitense
- 9 settembre - Susilo Bambang Yudhoyono, politico e generale indonesiano
- 10 settembre - Barriemore Barlow, batterista britannico
- 10 settembre - Don Muraco, ex wrestler statunitense
- 10 settembre - Bill O'Reilly, giornalista, conduttore televisivo e opinionista statunitense
- 10 settembre - Françoise Pollet, soprano francese
- 10 settembre - Patrick Proisy, ex tennista francese
- 10 settembre - Waldo Quiroz, ex calciatore cileno
- 10 settembre - Stephanie Tubbs Jones, politica statunitense († 2008)
- 11 settembre - Francesco Barra, politico italiano († 2022)
- 11 settembre - Gianfranco De Luca, vescovo cattolico italiano
- 11 settembre - Miran Hrovatin, fotografo italiano († 1994)
- 11 settembre - Leivinha, ex calciatore brasiliano
- 11 settembre - Marty Liquori, ex mezzofondista statunitense
- 11 settembre - Joseph Maraite, politico e insegnante belga († 2021)
- 11 settembre - Benito Rubiñán, ex calciatore spagnolo
- 11 settembre - Johannes Thomas, ex canottiere tedesco
- 12 settembre - Itamar Assumpção, cantautore, compositore e produttore discografico brasiliano († 2003)
- 12 settembre - Cari Beauchamp, scrittrice e storica del cinema statunitense († 2023)
- 12 settembre - Jeff Blockley, ex calciatore inglese
- 12 settembre - Charles Burlingame, aviatore statunitense († 2001)
- 12 settembre - Luis Holmaza, ex calciatore cubano
- 12 settembre - Neil Nicholson, ex hockeista su ghiaccio e allenatore di hockey su ghiaccio canadese
- 12 settembre - Irina Rodnina, ex pattinatrice artistica su ghiaccio e politica russa
- 12 settembre - Piero Stefani, teologo italiano
- 13 settembre - Jim Cleamons, ex cestista e allenatore di pallacanestro statunitense
- 13 settembre - Burghart Klaußner, attore tedesco
- 13 settembre - Attila Ladinszky, calciatore ungherese († 2020)
- 13 settembre - Giorgio Silfer, scrittore e esperantista italiano
- 13 settembre - Mario Valeri, calciatore italiano († 2024)
- 13 settembre - Roger Williams, politico statunitense
- 14 settembre - Viktor Aboimov, ex nuotatore sovietico
- 14 settembre - Steve Gaines, chitarrista statunitense († 1977)
- 14 settembre - Michael Häupl, politico austriaco
- 14 settembre - Ed King, musicista statunitense († 2018)
- 14 settembre - Gérard Larcher, politico e veterinario francese
- 14 settembre - Gerolamo Pellicanò, giurista e politico italiano
- 14 settembre - Tommy Seebach, cantautore danese († 2003)
- 15 settembre - Giorgio Barani, saggista italiano
- 15 settembre - Joe Barton, politico statunitense
- 15 settembre - Michael Lameck, allenatore di calcio e ex calciatore tedesco
- 15 settembre - Antonio Sasso, giornalista italiano
- 16 settembre - Ed Begley Jr., attore statunitense
- 16 settembre - Paolo Brera, economista, scrittore e traduttore italiano († 2019)
- 16 settembre - Alfonso Maurizio Iacono, filosofo italiano
- 16 settembre - William Mahony, ex nuotatore canadese
- 16 settembre - Piero Marras, cantautore e polistrumentista italiano
- 16 settembre - Gianfranco Pagliarulo, politico e giornalista italiano
- 16 settembre - Maria Iolanda Palazzolo, storica e scrittrice italiana
- 16 settembre - Chrisye, cantante indonesiano († 2007)
- 16 settembre - Percy Rojas, ex calciatore peruviano
- 16 settembre - Vince Snowbarger, politico statunitense
- 16 settembre - Karl-Heinz Tritschler, ex arbitro di calcio tedesco
- 16 settembre - Aldo di Cillo Pagotto, arcivescovo cattolico brasiliano († 2020)
- 17 settembre - María Barbal, scrittrice spagnola
- 17 settembre - Sigrun Kotschwar, ex cestista tedesca
- 17 settembre - Alberto Magliozzi, fotografo italiano
- 17 settembre - Miguel Ángel Gómez Martínez, compositore e direttore d'orchestra spagnolo († 2024)
- 17 settembre - Carol Molnau, politica statunitense
- 17 settembre - Annamaria Procacci, politica italiana
- 18 settembre - Giuliano Ceccoli, ex tiratore a segno sammarinese
- 18 settembre - Andrea Ciullo, drammaturgo, compositore e artista italiano
- 18 settembre - Beth Grant, attrice statunitense
- 18 settembre - Paul F. van der Heijden, docente olandese
- 18 settembre - Gennadij Komnatov, ciclista su strada sovietico († 1979)
- 18 settembre - Kerry Livgren, chitarrista, cantante e compositore statunitense
- 18 settembre - Jim McCrery, politico statunitense
- 18 settembre - Warren Mosler, imprenditore e economista statunitense
- 18 settembre - Mo Mowlam, politica britannica († 2005)
- 18 settembre - Oliver Ross, ex giocatore di football americano statunitense
- 18 settembre - Peter Shilton, ex calciatore e allenatore di calcio inglese
- 18 settembre - William Stout, illustratore e scenografo statunitense
- 19 settembre - Chi Shangbin, allenatore di calcio, dirigente sportivo e calciatore cinese († 2021)
- 19 settembre - Kerry Harris, ex tennista australiana
- 19 settembre - Anatolij Kon'kov, calciatore, allenatore di calcio e dirigente sportivo sovietico († 2024)
- 19 settembre - Bohdan Masztaler, ex calciatore polacco
- 19 settembre - Barry Nelson, ex cestista statunitense
- 19 settembre - Sally Potter, regista e sceneggiatrice britannica
- 19 settembre - Ernie Sabella, attore e doppiatore statunitense
- 19 settembre - Twiggy, supermodella, attrice e cantante britannica
- 19 settembre - Sidney Wicks, ex cestista e allenatore di pallacanestro statunitense
- 19 settembre - Sayoko Yamaguchi, supermodella, stilista e attrice giapponese († 2007)
- 20 settembre - Mazaly Aguilar, politica spagnola
- 20 settembre - Sabine Azéma, attrice francese
- 20 settembre - Carlos Babington, dirigente sportivo, allenatore di calcio e ex calciatore argentino
- 20 settembre - Jean-Claude Biver, dirigente d'azienda lussemburghese
- 20 settembre - Anthony Denison, attore statunitense
- 20 settembre - Miguel Ferreira Pereira, ex calciatore brasiliano
- 20 settembre - Letizia Triches, scrittrice e storica dell'arte italiana
- 20 settembre - Carol Waller, dirigente sportiva e ex calciatrice neozelandese
- 21 settembre - Franco Bonora, ex calciatore italiano
- 21 settembre - Kenneth Carpenter, paleontologo statunitense
- 21 settembre - Artis Gilmore, ex cestista statunitense
- 21 settembre - Darrel Knibbs, ex hockeista su ghiaccio canadese
- 21 settembre - Yūsaku Matsuda, attore giapponese († 1989)
- 21 settembre - Kazutaka Miyatake, animatore giapponese
- 21 settembre - Marc Molitor, ex calciatore francese
- 21 settembre - Sándor Müller, calciatore ungherese († 2024)
- 21 settembre - Daniel Pearl, direttore della fotografia statunitense
- 21 settembre - Odilo Pedro Scherer, cardinale e arcivescovo cattolico brasiliano
- 21 settembre - Morena Tartagni, ciclista su strada e pistard italiana
- 22 settembre - Ab'Aigre, fumettista e illustratore svizzero († 2006)
- 22 settembre - Harold Carmichael, ex giocatore di football americano e dirigente sportivo statunitense
- 22 settembre - Hamida Djandoubi, criminale tunisino († 1977)
- 22 settembre - William Enyart, politico e generale statunitense
- 22 settembre - Ludwig Schick, arcivescovo cattolico tedesco
- 23 settembre - Giulia Alberico, scrittrice italiana
- 23 settembre - Juan Manuel Asensi, ex calciatore spagnolo
- 23 settembre - Floella Benjamin, attrice, conduttrice televisiva e scrittrice trinidadiana
- 23 settembre - Giovanni Paolo Benotto, arcivescovo cattolico italiano
- 23 settembre - Patrick Blossier, direttore della fotografia francese
- 23 settembre - John Connaughton, calciatore inglese († 2022)
- 23 settembre - Quini, calciatore spagnolo († 2018)
- 23 settembre - Teresa Halik, filologa polacca († 2015)
- 23 settembre - Jerry B. Jenkins, scrittore statunitense
- 23 settembre - William Legge, X conte di Dartmouth, politico e nobile britannico
- 23 settembre - Pedro César Ferrer Cardoso, ex cestista brasiliano
- 23 settembre - Bruce Springsteen, cantautore e chitarrista statunitense
- 24 settembre - Donald Allan, ex ciclista su strada e pistard australiano
- 24 settembre - Anders Arborelius, cardinale e vescovo cattolico svedese
- 24 settembre - Harvey Bainbridge, bassista e tastierista inglese
- 24 settembre - Phil Boersma, ex calciatore inglese
- 24 settembre - Chrīstos Iordanidīs, ex cestista, allenatore di pallacanestro e dirigente sportivo greco
- 24 settembre - Darci Menezes, ex calciatore brasiliano
- 24 settembre - Germano Rigotto, politico brasiliano
- 24 settembre - Arno Steffenhagen, ex calciatore tedesco
- 24 settembre - Khalid bin Sultan Al Sa'ud, principe, generale e politico saudita
- 25 settembre - Pedro Almodóvar, regista, sceneggiatore e produttore cinematografico spagnolo
- 25 settembre - Jack Bender, regista statunitense
- 25 settembre - Jeff Borowiak, ex tennista statunitense
- 25 settembre - Angela Bowie, modella, attrice e musicista statunitense
- 25 settembre - Jerry Costello, politico statunitense
- 25 settembre - David Irving, regista e produttore cinematografico statunitense
- 25 settembre - Hideyuki Kikuchi, scrittore giapponese
- 25 settembre - Steve Mackay, sassofonista statunitense († 2015)
- 25 settembre - Jean Petit, calciatore e allenatore di calcio francese († 2024)
- 25 settembre - Annamaria Simonazzi, economista italiana
- 25 settembre - Henryk Wawrowski, ex calciatore polacco
- 25 settembre - Anson Williams, attore e regista statunitense
- 25 settembre - Lance Williams, informatico, grafico e animatore statunitense († 2017)
- 25 settembre - Zhu Guanghu, allenatore di calcio e ex calciatore cinese
- 26 settembre - Ronnie Blair, ex calciatore nordirlandese
- 26 settembre - Clodoaldo, ex calciatore e allenatore di calcio brasiliano
- 26 settembre - Walter Hofmann, ex canoista tedesco
- 26 settembre - Jurij Jelisjejev, allenatore di calcio e ex calciatore sovietico
- 26 settembre - Hana Mašková, pattinatrice artistica su ghiaccio cecoslovacca († 1972)
- 26 settembre - Leighton Phillips, ex calciatore britannico
- 26 settembre - John Roche, ex cestista statunitense
- 26 settembre - Jane Smiley, scrittrice statunitense
- 26 settembre - Minette Walters, scrittrice inglese
- 27 settembre - Anita Bartolucci, attrice e doppiatrice italiana
- 27 settembre - Julija Bojanova, ex cestista e dirigente sportiva bulgara
- 27 settembre - Bruce Chilton, biblista statunitense
- 27 settembre - Cosimo De Tommaso, imprenditore e sociologo italiano
- 27 settembre - Ken Gardner, cestista statunitense († 2024)
- 27 settembre - Daniele Papi, dirigente sportivo italiano
- 27 settembre - Masaaki Shirakawa, economista giapponese
- 27 settembre - Jahn Teigen, cantante e polistrumentista norvegese († 2020)
- 27 settembre - Alfredo Horacio Zecca, arcivescovo cattolico argentino († 2022)
- 28 settembre - Eloy Casados, attore statunitense († 2016)
- 28 settembre - Jimmy "Bo" Horne, cantante statunitense
- 28 settembre - Paolo Mereghetti, critico cinematografico italiano
- 28 settembre - Pasqualina Napoletano, ex politica italiana
- 28 settembre - Paolo Rosa, artista e regista italiano († 2013)
- 29 settembre - John Edward Critien, religioso e storico dell'arte maltese († 2022)
- 29 settembre - Abdoukarime Diouf, allenatore di calcio senegalese
- 29 settembre - Adrian Elrick, ex calciatore neozelandese
- 29 settembre - Evgeni Ermenkov, scacchista bulgaro
- 29 settembre - Gheorghe Funar, politico romeno
- 29 settembre - Halina Maliszewska, ex cestista polacca
- 29 settembre - Anton Mang, pilota motociclistico tedesco
- 29 settembre - Vincenzo Marino, ex calciatore italiano
- 29 settembre - Wenceslao Selga Padilla, vescovo cattolico filippino († 2018)
- 29 settembre - Mike Schmidt, ex giocatore di baseball statunitense
- 29 settembre - Dave Wilcox, giocatore di football americano statunitense († 2023)
- 29 settembre - Ann Wilson, ex pentatleta britannica
- 30 settembre - Antonio Borghesi, politico italiano († 2017)
- 30 settembre - Flora Brovina, pediatra e poetessa kosovara
- 30 settembre - Elio De Anna, ex rugbista a 15 e politico italiano
- 30 settembre - Reiner Hollmann, allenatore di calcio e ex calciatore tedesco
- 30 settembre - Charlie McCreevy, politico irlandese
- 30 settembre - Kenny Nolan, cantautore statunitense
- 30 settembre - Michel Tognini, astronauta francese